# Ton oljeekvivalenter
Ton oljeekvivalenter oftast förkortat toe (från engelskans Tonne of Oil equivalent) är en energienhet baserad på förbränning av ett ton råolja, motsvarande ca 42 gigajoule (beroende på oljans kvalitet). 
Toe används ofta för jämförelse mellan olika energikällor. Vanligt är då att använda miljoner ton oljeekvivalenter (Mtoe). 

## Definitioner
IEA/OECD definierar en toe som 41,868 GJ eller 11,63 MWh. Anmärkningsvärt är dock att vissa organisationer använder andra definitioner, de flesta brukar dock ligga runt 42 Gigajoule.

## Omvandlingsfaktorer
- 1 fat oljeekvivalenter (BOE) innehåller cirka 0,146 toe (dvs. det finns ungefär 6,841 boe i en toe).
- 1 t diesel = 1,01 toe
- 1 m³ diesel = 0,98 toe
- 1 t bensin = 1,05 toe
- 1 m³ bensin = 0,86 toe
- 1 t biodiesel = 0,86 toe
- 1 m3 biodiesel = 0,78 toe
- 1 ton bioetanol = 0,64 toe
- 1 m³ bioetanol = 0,51 toe
- 1 MWh = 0,23 toe (förutsätter 38% värmeenergi till elektrisk verkningsgrad)
- 1 MWh = 0,086 toe

Det är viktigt att notera att toe bör användas försiktigt vid omräkning av elektriska enheter - exempelvis används BP:s rapport från 2008 en faktor på 38% effektivitet (den genomsnittliga effektiviteten i OECD:s termiska generering under 2006), eller ungefär 16 GJ per toe. Vidare följer då att 1 Mtoe ≈ 4,4 TWh.

## Omvandlingstabell
Nedan följer en enkel omvandlingstabell. 38% effektivitet inom parentes.
| Toe           | GJ            | MWh         |
| ------------- | ------------- | ----------- |
| 1             | 41,87 (15,91) | 11,63 (4,4) |
| 0,024 (0,063) | 1             | 0,278       |
| 0,086 (0,23)  | 3,6           | 1           |